# 双角凤仙花
双角凤仙花（学名：Impatiens bicornuta）是凤仙花科凤仙花属的植物。分布于尼泊尔、锡金、印度以及中国大陆的西藏等地，生长于海拔2,400米至2,800米的地区，见于阔叶林、水边草地和铁杉林下，目前尚未由人工引种栽培。